# Triennale Design Museum
Il Triennale Design Museum (TDM) è un museo che si trova a Milano all'interno del Palazzo dell'Arte in Viale Alemagna 6. Venne fondato nel 2007 dalla Triennale di Milano per valorizzare, conservare, illustrare e spiegare il design italiano con oggetti, persone, aziende, informazioni storiche, concetti e idee che hanno reso l'Italia punto di riferimento mondiale nel design industriale.
Il museo si rinnova ciclicamente una volta all'anno e nel 2013 è arrivato alla 6ª edizione, ogni anno le esposizioni affrontano nuove tematiche, anche molto diverse fra loro, che hanno permesso di affrontare la progettazione in vista della produzione industriale sotto diversi punti di vista. L'edizione del 2012 è stata interamente dedicata alla grafica italiana. Si tratta del primo museo italiano dedicato al design ed è fra i più rilevanti al mondo.
Nel 2022 ha ricevuto 661 234 visitatori, risultando uno dei musei più visitati d'Italia.

## Contesto
Il museo venne aperto ufficialmente al pubblico il 6 dicembre 2007, ma i lavori per la sua realizzazione iniziarono nel 2004 e videro una completa riqualifica dell'ala curvilinea al primo piano a cui si accede dallo scalone centrale del Palazzo dell'Arte; spazio scelto per mantenere ogni area della Triennale con una propria identità indipendente. I lavori terminarono nel 2007 senza ritardi e senza interrompere la normale attività della Triennale di Milano.
Il progetto di un museo nazionale dedicato al design italiano si concretizzò con un accordo fra Triennale di Milano e il Ministero per i beni e le attività culturali, la Regione Lombardia, la Provincia di Milano, il Comune di Milano e la Camera di Commercio di Milano. Aderirono anche Assolombarda, Fiera Milano, Politecnico di Milano, Fondazione ADI, Università IULM, Anfia, Cosmit.

## Progetto dello spazio museale
Il progetto definitivo venne approvato nel 2003 e venne anticipato da un restauro degli spazi pubblici a piano terra. I lavori veri e propri per la realizzazione dello spazio destinato al Museo del Design (nome iniziale proposto per il TDM) iniziarono nel 2004: venne realizzata la Biblioteca del Progetto, l'Archivio Storico e il Centro di Documentazione; successivamente sono proseguiti con il restauro dell'area espositiva.
Il progetto architettonico, la ristrutturazione del palazzo, e le opere di sistemazione e adeguamento del museo furono dell'architetto Michele De Lucchi. Contemporaneamente alla realizzazione dell'area espositiva e agli spazi correlati, è avvenuta la progettazione e l'installazione del ponte d'accesso all'entrata: progettato anch'esso da Michele De Lucchi e realizzato dallo Studio Favero & Milan Ingegneria..
Il ponte, realizzato in bambù, acciaio e vetro, collega il grande atrio centrale del palazzo al primo piano con l'entrata del museo costituita da una grande vetrina dove è ben visibile l'intera stanza centrale del museo stesso, al fine di valorizzare il museo stesso e richiamare la pubblica attenzione.
Per la realizzazione del museo, la Triennale di Milano si è avvalsa dell'esperienza di Andrea Branzi e ha nominato direttrice e responsabile del museo stesso Silvana Annicchiarico che è anche conservatrice della Collezione Permanente del Design Italiano della Triennale di Milano. Tutti gli spazi espositivi della Triennale sono stati adeguati agli standard museali internazionali, compresa la climatizzazione del Salone d'Onore.

## Il concetto espositivo
Il museo nasce con lo scopo di esporre il design italiano, non solo da un punto di vista tecnico, progettuale ed estetico ma anche analizzando il contesto storico, sociale e la parte umana che lo compone. Insieme ai prodotti vengono presentate anche le persone, le aziende e i valori che hanno fatto grande l'Italian style nel mondo. Le installazioni sono sempre associate a messaggi dei progettisti e informazioni su essi o sulla storia dell'azienda che spesso ha influenzato un'intera area geografica attorno a sé. 
Il museo supporta e promuove direttamente anche alcuni musei d'impresa, collezioni pubbliche e private, come per esempio lo Studio Museo Achille Castiglioni. Lo scopo non è quindi quello di esporre molti oggetti per volta, ma pochi oggetti analizzati in modo profondo, per tale motivo il museo cambia ogni anno, con una nuova edizione che affronta una nuova tematica e nuovi concetti.

## Le edizioni

### I - Le sette ossessioni del design italiano
Curata da Andrea Branzi su un progetto scenografico di Italo Rota con Peter Greenaway, si interrogava sulle ossessioni ricorrenti del design italiano, ritrovandone le radici e le origini in epoche precedenti alla modernità novecentesca. Sono andate in scena le sette ossessioni del design italiano: dalla teatralità al lusso, dalla dinamicità alla spiritualità, dalla democraticità al comfort e alla semplicità.

### II - Serie e fuori serie
Curata da Andrea Branzi con l'allestimento di Antonio Citterio, indagava il rapporto reciprocamente fecondo fra produzione in serie e oggetti unici o prodotti fuori serie, tra progettazione e produzione, creatività e industria.

### III - Quali cose siamo
Curata da Alessandro Mendini e allestita da Pierre Charpin, allargava invece i confini canonici del design tradizionale, proponendo un radicale ripensamento della nozione stessa di design. Una selezione di circa ottocento opere di grandi designer, artisti e giovani progettisti che entrano in dialogo con oggetti anonimi e inaspettati.

### IV - La fabbrica dei sogni

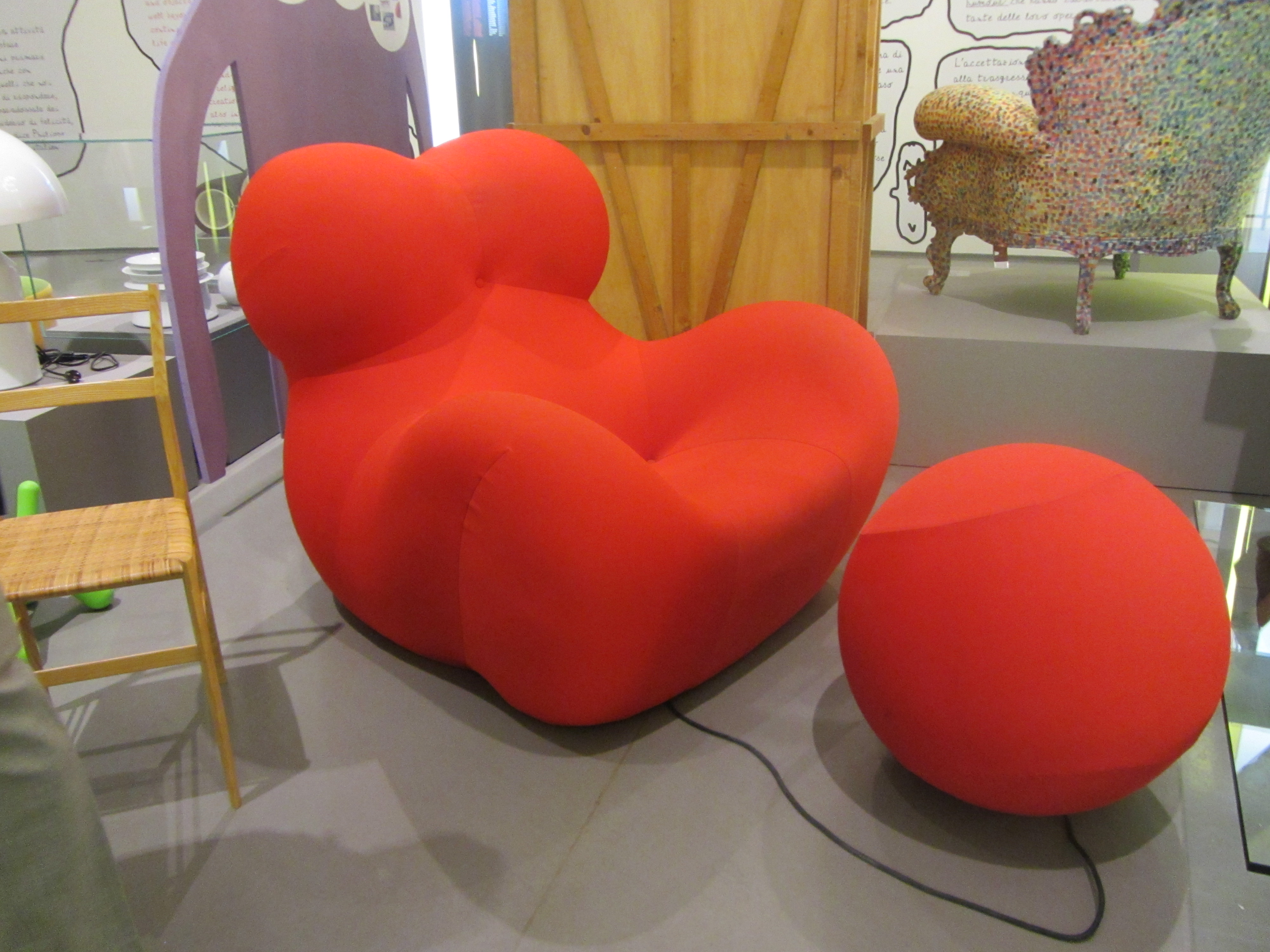
Opere esposte al museo durante l'edizione "La fabbrica dei sogni": al centro le UP5 e UP6 di Gaetano Pesce, a sinistra la Superleggera di Gio Ponti.

Curata da Alberto Alessi e messa in scena da Martí Guixé, ripercorreva la storia del design italiano valorizzando soprattutto il ruolo degli imprenditori, cioè di quei “capitani coraggiosi” che hanno reso possibile e concreta l'affermazione del design italiano nel mondo.

### V - TDM5: Grafica italiana
A cura di Mario Piazza, Giorgio Camuffo, Carlo Vinti e con il progetto di allestimento di Fabio Novembre, vuole fare il punto sulla storia della grafica, una disciplina che è sempre stata considerata minore e ancillare, per restituirle la giusta autonomia.

### VI - La Sindrome dell'Influenza
Edizione curata da Pierluigi Nicolin vede un allestimento progettato da Studio Cerri & Associati, illustra la capacità di assimilazione, la curiosità e il desiderio del design italiano di confrontarsi con altri linguaggi e altre culture per avviare nuovi progetti e nuove elaborazioni. Questa edizione viene organizzata in tre parti ed è caratterizzata da narrazioni testuali e video.

### VII - Il Design italiano oltre le crisi
Con questa edizione, curata da Beppe Finessi, il museo indaga sugli anni trenta affrontando il design industriale da un punto di vista poco considerato negli anni successivi. Fra gli oggetti esposti emerge l'auto-produzione e autosufficienza dove il design era funzione e ingegno applicato per andare incontro alle necessità più disparate. L'allestimento progettato da Philippe Nigro insieme al progetto grafico di Italo Lupi fanno vivere al visitatore la storia, con essa capire meglio il design contemporaneo ed immaginare il design futuro. La mostra analizza l'ormai totale morte dell'auto-produzione e la personalizzazione, rivivendola fra gli anni trenta, gli anni settanta e gli anni zero.

### VIII - Cucine&Ultracorpi
In occasione di EXPO Milano 2015, l'ottava edizione è curata da Germano Celant con la collaborazione di Silvana Annicchiarico e con il progetto di allestimento a cura di Italo Rota. Questa edizione s'ispira al libro di fantascienza L'invasione degli Ultracorpi, scritto da Jack Finney nel 1955 e all'omonimo film tratto dal romanzo e girato da Don Siegel. Nella narrazione gli alieni da invasori divengono cospiratori capaci di confondersi e insinuarsi tra gli abitanti della terra, si mescolano agli umani e ne assumono la forma per prendere il sopravvento. Analogamente, Cucine & Ultracorpi vuole raccontare la lenta quanto inesorabile trasformazione degli utensili da cucina in macchine e automi.